# 奥林匹克大道公园

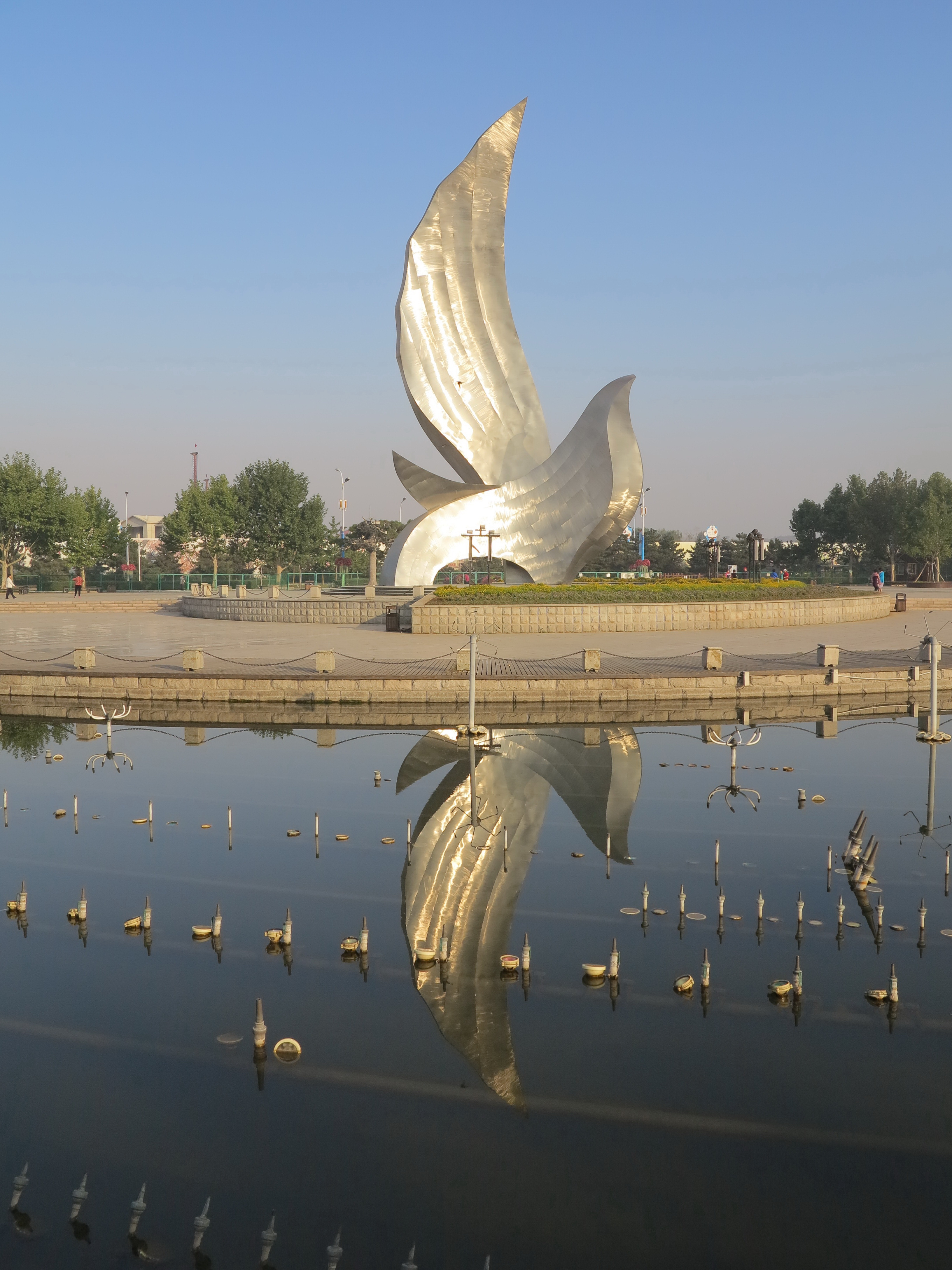
奥林匹克大道公园内的雕塑“和平之帆”

奥林匹克大道公园，位于河北省秦皇岛市北戴河区滨海大道，是中国第二个以奥林匹克为主题的公园。

## 简介
秦皇岛是2008年第二十九届奥林匹克运动会协办城市之一。2002年4月，经国家体育总局批准，并且征得第二十九届奥林匹克运动会组织委员会同意，建设北戴河奥林匹克大道公园。2005年5月1日建成并对社会免费开放。2005年被国家体育总局评为“全国优秀体育公园”，这是河北省唯一获此荣誉的体育公园。
奥林匹克大道公园由秦皇岛市北戴河区人民政府在直通第二十九届奥林匹克运动会足球比赛秦皇岛赛区场馆秦皇岛奥林匹克体育中心的滨海大道上投资兴建，成为北京奥林匹克公园之外中国第二个以奥林匹克为主题的公园。整个公园占地面积17.33公顷，以“科技奥运、人文奥运、绿色奥运”作为设计理念。是完全开放式的免费公园。主要景观及设施有：

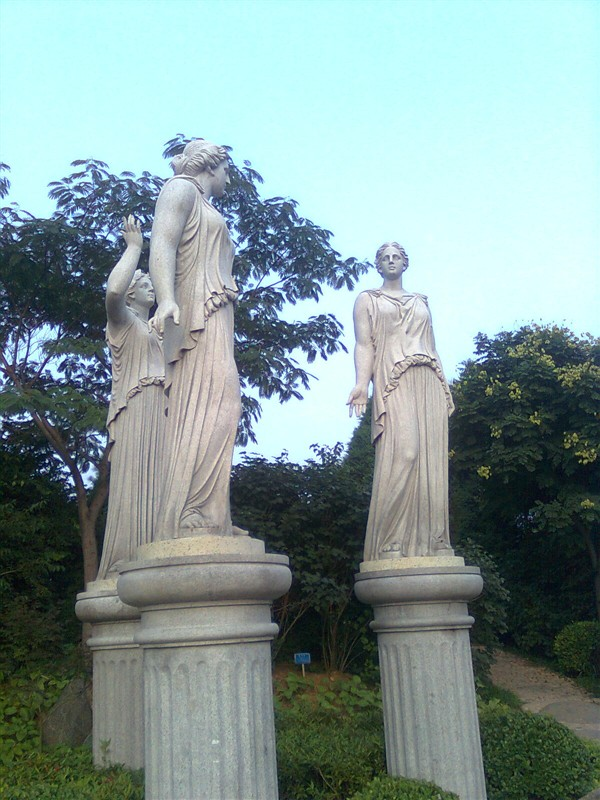
奥林匹克大道公园内的雕塑

- 音乐喷泉广场：位于公园主入口。广场中央立有一座巨型和平鸽主体雕塑，高25米，不锈钢材质[2]。
- 单体雕塑：公园内散落有63件奥运项目的单体雕塑，分别表现冲浪、跳水、游泳、赛艇、艺术体操、冰舞、滑雪、摔跤、武术、拳击、举重、田径、柔道、跆拳道、乒乓球、羽毛球、篮球、足球、曲棍球等体育运动项目。这些雕塑均是向中国雕塑艺术家征集创作[2]。
- 中国奥运冠军手足印和签名纪念柱：公园内有条甬道，甬道两侧立有许多铜质雕塑纪念柱，造型为翻开的书页，上面印有45位中国奥运冠军的手印、足印和签名[2]。
- 奥运冠军林：离这条甬道不远，截至2008年已有12位来过北戴河的中国奥运冠军在此种下12株银杏。
- 奥林匹克浮雕墙：长312米，由254块花岗岩雕刻而成。分为三部分：古代奥运、现代奥运、中国奥运。全墙由浮雕、圆雕、线刻、石刻文字以及一组铜雕五环组成[2]。
- 高标准轮滑体育运动场[2]
- 体育健身设施[2]
- 北戴河轮滑博物馆